# 3210-es mellékút (Magyarország)
A 3210-es számú mellékút egy mintegy 5,5 kilométeres hosszúságú, négy számjegyű mellékút Heves vármegyében; Gyöngyös városát köti össze a déli szomszédságában fekvő Adács község központjával.

## Nyomvonala
A 3204-es útból ágazik ki, annak a 2+800-as kilométerszelvénye táján, egy iparvasúti keresztezését követően, Gyöngyös ipari jellegű övezetének déli szélén, dél felé, Csonka János utca néven. Kevesebb, mint 100 méter után kiágazik belőle nyugat felé a 32 115-ös számú mellékút, mely hajdan a Vámosgyörk–Gyöngyös-vasútvonal Gyöngyöshalász megállóhelyéig vezetett, de már régen elveszthette e funkcióját, autóval már nem járható végig. Első szakaszán nyugat felől viszonylag új építésű ipari létesítmények kísérik, kelet felől viszont kezdettől mezőgazdasági területek határolják.
Kicsivel kevesebb, mint egy kilométer után eléri Gyöngyöshalász határszélét, majd a határvonalat követi, ugyancsak körülbelül egy kilométeren át. Majdnem pontosan a második kilométerénél lép teljesen e község területére, s ugyanott eléri az M3-as autópálya Gyöngyös-kelet–Mátrafüred–Adács (78) csomópontját. Felüljárón halad át a sztráda felett, a csomóponti átkötő utak pedig mind nyugat felől csatlakoznak hozzá: a Budapest felé vezető irányt kiszolgálók még a felüljáró előtt, az ellenkező irányúak pedig attól délre.
Lakott helyeket egyébként az út nem érint Gyöngyöshalász területén és a harmadik kilométerét elhagyva át is lép Adács határai közé. A falu belterületének északi szélét az ötödik kilométere közelében éri el, a Kossuth Lajos utca nevet felvéve, így keresztezi a Budapest–Sátoraljaújhely-vasútvonalat is, szintben, félsorompós biztosítású átjáróval, közvetlenül Adács megállóhely térségének nyugati szélénél. Úgy tűnik, hogy az átjárót elhagyva, ezzel az útszámozással véget is ér; a község főutcája a továbbiakban már a 32 103-as útszámozást viseli, Vámosgyörk központjától indulva egészen idáig.
Teljes hossza, az országos közutak térképes nyilvántartását szolgáló kira.kozut.hu adatbázisa szerint (a lekérdezés 2022-es időpontjában) nem állapítható meg egyértelműen, de úgy tűnik, hogy 5,470 kilométer lehet.